# Glaciar Dakshin Gangotri
O glaciar Dakshin Gangotri é na realidade uma pequena língua de gelo do manto de gelo polar do continente antártico que atravessa o oásis de Schirmacher na região central da Terra da Rainha Maud. Foi identificado pela segunda expedição antártica indiana em 1983 e desde então o seu ponto terminal tem sido objecto de observação contínua. Com toda a informação aqui obtida ao longo de mais de vinte anos, este tornou-se um local valioso para observar as mudanças no movimento do manto de gelo antártico sob a influência do aquecimento global, tratando-se de uma área cientificamente importante para glaciólogos e cientistas ambientais. Recebeu o nome da primeira estação científica da Índia na Antártica situada próximo, Dakshin Gangotri.